# Inkrustacija
Inkrustacija (iz latinščine crusta - okrasni vložek, ~ di marmo - marmorna inkrustacija) je umetniški izdelek v gradbeništvu oziroma arhitekturi, pri katerem večje površine tal ali dele sten prekrijemo z oblikovanimi - razrezanimi deli iz različnih kamnitih materialov, predvsem marmornih plošč.

## Zgodovina
Umetnost oblaganj so zelo razvili že Rimljani. Skupni učinek je temeljil predvsem na široki uporabi različnih barv, najbolj dragocenih vrst kamnin, ki so jih prinesli iz različnih rimskih provinc v Sredozemlju. Rdeči porfir, najdragocenejši od vseh kamnov, je prišel izključno iz Egipta, zeleni porfir, imenovan tudi serpentin iz Lakonije, drugače zelen serpentin iz Tesalije, beli marmor iz  Carrare, rumen marmor (giallo antico) iz Simitthu v Tuniziji ali večbarvni oniks iz Hierapolisa v Frigiji. 
Umetnost inkrustacije se je nadaljevala po padcu rimskega imperija v Bizantinskem cesarstvu, na Zahodu pa je bila to pozabljena spretnost. 
Šele v času proto-renesanse po letu 1000 - zlasti v Firencah - je ta umetnost oblaganja zidov na novo zacvetela (Krstilnica San Giovanni, San Thumbato al Monte). V 12. stoletju jo najdemo v Franciji, zlasti v regionalnih šolah romanike (opatijska cerkev Notre-Dame du Port v Clermont-Ferrandu ali škofijska cerkev St-Julien v Chauriat), pa tudi v nekaterih južnih francoskih cerkvah (Église Saint-Pierre-de-Rhèdes v Lamalou-les-Bains). V Italiji je bila zelo priljubljena v naslednjih umetnostno-zgodovinskih obdobjih gotike (cerkev Santa Maria Novella, Firence|Santa Maria Novella), renesanse (stolnica Santa Maria del Fiore) in v baroku. Če ni bilo denarja za kamnite plošče, je bila pogosto uporabljena navidezna štukatura ali stensko slikarstvo.

## Predelovalna dejavnost
Proizvodnja pogosto le nekaj centimetrov debelih marmornih plošč, je bila v antičnem svetu zelo težka in draga. Za proizvodnjo tanke plošče iz marmorja je bil na zgornjem delu bloka marmorja najprej narejen utor, ki je bil nato napolnjen s peskom; s pomočjo vrvi ali rezila so nato tanko ploščo razrezali. Vsak dan bi se na ta način izdelalo le okoli pet centimetrov. Proizvodnja majhnih poliranih kamnitih koščkov je bila izvedena predvsem z brušenjem.

## Pritrjevanje
Za pritrditev plošč so bile v steno izvrtane luknje in vanjo vstavljeni kovinski mozniki. Na te moznike so obesili plošče, ki so bile odmaknjene od končne stene, vmesni prostor pa so napolnili z mavcem ali malto. Za manjše okraske je bila ta tehnika neprimerna. Take koščke so na steno ali dele opeke prilepili.

## Primeri
- Pantheon, Rim (po 118)
- Stenska obloga v Ostia Antica
- San Thumbato al Monte v Firencah, (fasada po 1090)
- Notranost Hagie Sophie v Carigradu (okoli 530)
- Obloga stolnice v Sieni (okoli 1380)
- Opatijska cerkev Notre-Dame du Port, Clermont-Ferrand, Chorhaupt (12. st.)
- Église Saint-Pierre-de-Rhèdes v Lamalou-les-Bains (12. st.)

## Indija
Verjetno po zgledu bizantinskih modelov, so indijski arhitekti ustvarili nagrobnike, še posebej v času mogulske arhitekture, različnih geometrijski površin, kasneje zelo razdrobljenih z rastlinskimi kamnitimi inkrustacijami (Vrtovi Lodi, grobnica Humajun, grobnica Itimad- ud-Daula, Tadž Mahal). V drugih regijah islamske arhitekture (Maroko, Turčija, Iran, itd), so dekorativne stenske obloge izdelane iz ploščic.
- Mavzolej Ghijas-ud-din Tughluq Šah I., Delhi (1325)
- Vrata mavzoleja Humajun
- Mavzolej Itimad-ud-Daula, Agra (1622-1628)
- Kamniti vložki v grobnici Itmad-Ud-Daulaha (Baby Tadž)
- Tadž Mahal, Agra, mrežasta pregrada (1670)